# Calvo (Familienname)
Calvo ist ein spanischer, italienischer und sephardischer Familienname.

## Namensträger
Hinweis: Die Liste enthält mehrfach auch Personen, bei denen Calvo nur einen sekundären Namensbestandteil darstellt.
- Agustín García Calvo (1926–2012), spanischer Grammatiker, Übersetzer und Philosoph
- Alberto Ullastres Calvo (1914–2001), spanischer Wirtschaftswissenschaftler, Politiker und Diplomat
- Alejandro Coello Calvo (* 1989), spanischer Perkussionist und Komponist
- Armando Calvo (1919–1996), puerto-ricanischer Schauspieler
- Carlos Calvo (1824–1906), argentinischer Publizist, Historiker und Völkerrechtler
- Carmen Calvo Sáenz de Tejada (* 1950), spanische Künstlerin
- Carmen Calvo Poyato (* 1957), spanische Politikerin
- César García Calvo (* 1974), spanischer Radrennfahrer
- Christina Calvo, deutsche Autorin
- David Calvo (* 1974), französische Schriftstellerin, Comic-Szenaristin, Spieleautorin und Zeichnerin, siehe Sabrina Calvo
- Diego Calvo (* 1991), costa-ricanischer Fußballspieler
- Eddie Calvo (* 1961), Politiker in Guam
- Edmond-François Calvo (1892–1958), französischer Comiczeichner
- Edward Calvo (* 1990), Fußballspieler für Guam
- Eva Calvo (* 1991), spanische Taekwondoin
- Francisco Calvo (* 1992), costa-ricanischer Fußballspieler
- François de Calvo (1625–1690), französischer General und Aristokrat
- Gabriel Calvo (1955–2021), spanischer Turner
- Gaspar Calvo Moralejo OFM (1930–2016), spanischer Ordensgeistlicher
- Guillermo Calvo (* 1941), argentinischer Wirtschaftswissenschaftler
- Guillermo García Calvo (* 1978), spanischer Dirigent
- Guy Calvo (1933–1999), französischer Rugby-Union-Spieler
- Javier Calvo Guirao (* 1991), spanischer Schauspieler, Regisseur und Autor
- Javier Calvo Perales (* 1973), katalanischer Schriftsteller und Übersetzer
- Joaquim Piqué i Calvo (* 1970), katalanischer Chor- und Orchesterleiter

- Jorge Calvo (Journalist) (1919–1950), argentinischer Journalist
- Jorge Calvo (Baseballspieler) (1938–2009), mexikanischer Baseballspieler und -manager
- Jorge Calvo (1961–2023), argentinischer Paläontologe
- Jorge Calvo (Schauspieler) (* 1968), spanischer Schauspieler
- Jorge Calvo-Zaragoza, spanischer Forscher

- José Calvo (Schauspieler) (1916–1980), spanischer Schauspieler
- José Calvo Sotelo (1893–1936), spanischer Politiker und Minister
- José Antonio García Calvo (* 1975), spanischer Fußballspieler
- José Luis Calvo (* 1942), spanischer Sportschütze
- José María Calvo (* 1981), argentinischer Fußballspieler
- Juan Calvo (Schauspieler) (1892–1962), spanischer Schauspieler
- Juan Carlos Calvo (1906–1977), uruguayischer Fußballspieler
- Juan Ramón Calvo Rodríguez (* 1982), spanischer Futsalspieler
- Leopoldo Calvo-Sotelo (1926–2008), spanischer Politiker
- Luis Calvo (1882–1945), kolumbianischer Musiker
- Mariano Enrique Calvo (1782–1842), bolivianischer Politiker, Präsident 1941
- Michael Calvo (* 1977), kubanischer Leichtathlet
- Nicolás Lauría Calvo (* 1974), argentinischer Fußballspieler
- Omar Rodriguez Calvo (* 1973), kubanischer Jazzmusiker
- Orlando Calvo (* 1999), kubanischer Fußballspieler
- Paul McDonald Calvo (1934–2024), US-amerikanischer Politiker
- Pedro Prado Calvo (1886–1952), chilenischer Schriftsteller, siehe Pedro Prado
- Rafael Calvo Serer (1916–1988), spanischer Autor, Hochschullehrer und Herausgeber
- Randolph Roque Calvo (* 1951), US-amerikanischer katholischer Bischof
- Ricardo Calvo Mínguez (1943–2002), spanischer Mediziner, Schachspieler und Historiker
- Sabrina Calvo (* 1974), französische Schriftstellerin, Comic-Szenaristin, Spieleautorin und Zeichnerin
- Tania Calvo (* 1992), spanische Bahnradsportlerin
- Thomas Calvo (* 1981), Fußballspieler für Guam
- Unai Calvo (* 2001), spanischer Eishockeyspieler